# Anchitosia queenslandensis
Anchitosia queenslandensis is een zeester uit de familie Goniasteridae.
De wetenschappelijke naam van de soort werd in 1932 gepubliceerd door Livingstone.